# Filles de Kilimanjaro
| 전문가 평가                         | 전문가 평가 |
| 평가 점수                           | 평가 점수   |
| 출처                                | 점수        |
| ----------------------------------- | ----------- |
| AllMusic                            | [ 3 ]       |
| Down Beat                           | [ 4 ]       |
| Encyclopedia of Popular Music       | [ 5 ]       |
| Penguin Guide to Jazz               | [ 6 ]       |
| The Rolling Stone Album Guide       | [ 7 ]       |
| The Rolling Stone Jazz Record Guide | [ 8 ]       |
| Sputnikmusic                        | 4.5/5       |
| Tom Hull – on the Web               | A−          |
| Uncut                               | [ 11 ]      |

《Filles de Kilimanjaro》(프랑스어로 《킬리만자로의 소녀들》)는 미국의 재즈 트럼펫 연주자 마일스 데이비스의 스튜디오 음반이다. 1968년 6월과 9월에 녹음되었고, 컬럼비아 레코드에 발매되었다. 1968년 컬럼비아 레코드에 의해 영국에서, 1969년 2월 미국에서 발매되었다. 이 음반은 "두 번째 위대한 퀸텟"으로 어쿠스틱 레코딩에서 전기 시대로 스타일적으로 전환하고 있던 데이비스에게 과도기적인 작품이다. 《Filles de Kilimanjaro》는 현대 음악 비평가들로부터 좋은 평가를 받았으며, 그들은 그것을 모던 재즈에서 중요한 발매로 보았다. 피아니스트 칙 코리아와 베이시스트 데이브 홀랜드가 두 트랙에 함께 참여하여 데이비스 음반에 첫 참여하였다.

## 배경
6월 세션에서는 테너 색소폰에 웨인 쇼터, 일렉트릭 로즈 피아노에 허비 행콕, 일렉트릭 베이스 기타에 론 카터, 드럼에 토니 윌리엄스가 참여했다. 9월 세션은 행콕을 코리아로, 카터를 홀랜드로 대체하여 카터를 제외한 모든 사람들이 그의 다음 음반 《In a Silent Way》에 연주할 것이었음에도 불구하고 《Filles de Kilimanjaro》를 그의 "두 번째 위대한 퀸텟"을 특징으로 하는 마지막 마일스 음반으로 만들었다. 9월 세션에서 홀랜드는 어쿠스틱 콘트라베이스를 연주했고 코리아는 어쿠스틱 피아노 외에도 RMI 일렉트라 피아노를 연주했다. 이것은 홀랜드와 코리아가 데이비스와 함께 녹음한 것으로 알려진 첫 번째 음반이다. 이 음반은 테오 마세로가 프로듀싱하고 프랭크 라이코와 아서 켄디가 엔지니어링했다. 《Filles de Kilimanjaro》 세션 직후 데이비스는 1968년 11월 조 자비눌 (오르간)과 잭 디조넷 (드럼)을 포함한 추가 인원들과 함께 추가 세션을 이끌었지만, 이 녹음들은 1970년대와 1980년대에 걸쳐 컴필레이션으로 발표될 때까지 몇 년 동안 폐기되었다. 이 모든 음반과 9월 음반 《Filles de Kilimanjaro》는 결국 2001년에 설정된 《The Complete In a Silent Way Sessions》 박스에 포함되었다.
음반 제목은 부분적으로 데이비스가 재정 투자를 한 회사인 킬리만자로 아프리카 커피에 관한 것이다. 데이비스는 음반에 이국적인 느낌을 주기 위해 모든 곡 제목을 프랑스어로 나열하기로 결정했다. 데이비스는 1968년 9월 베티 데이비스와 결혼했고, 그녀의 이름을 〈Mademoiselle Mabry (Miss Mabry)〉라고 지었다. 이 곡 자체는 데이비스의 결혼식과 같은 달에 녹음되었고 베티는 음반 커버에 등장한다.

## 곡 목록
모든 곡들은 마일스 데이비스에 의해 작곡하였다.
| #  | 제목                              | 재생 시간 |
| -- | --------------------------------- | --------- |
| 1. | 〈Frelon Brun (Brown Hornet)〉    | 5:39      |
| 2. | 〈Tout de Suite (Right Away)〉    | 14:07     |
| 3. | 〈Petits Machins (Little Stuff)〉 | 8:07      |

| #  | 제목                                             | 재생 시간 |
| -- | ------------------------------------------------ | --------- |
| 1. | 〈Filles de Kilimanjaro (Girls of Kilimanjaro)〉 | 12:03     |
| 2. | 〈Mademoiselle Mabry (Miss Mabry)〉              | 16:32     |